# Xerotricha gasulli
Xerotricha gasulli es una especie de molusco gasterópodo de la familia Hygromiidae en el orden de los Stylommatophora.

## Distribución geográfica
Es un endemismo andaluz, España.  